# Holcim Group
Holcim — швейцарская компания, специализирующаяся на производстве цемента и других строительных материалов.

## История
Компания была основана в 1912 году Эрнстом Шмидхайни под названием Aargauische Portlandcement-Fabrik Holderbank-Wildegg («Цементная фабрика кантона Аргау „Хольдербанк-Вильдег“»); к этому времени у семьи Шмидхайни была уже крупная группа компаний Holderbank, присутствовавшая на пяти континентах, Хольдербанк — город кантона Аргау, где она базировалась. В 1920-х годах компания начала расширять деятельность в другие страны — в 1923 году был куплен производитель цемента в Нидерландах Nederlandse Cement Industrie, а в 1926 году — Ciments d’Obourg в Бельгии. В 1927 году компания построила цементные заводы в Египте и Греции.
После Второй мировой войны спрос на цемент быстро рос, с ним росла и компания. С 1958 года акции Holderbank котируются на фондовой бирже в Цюрихе. В 1970 году у другой цементной компании Швейцарии Cement-Industrie-Gesellschaft были куплены предприятия в Мексике, Коста-Рике, Ливане, ЮАР и ФРГ. В 1984 году компанию возглавил Томас Шмидхайни, внук основателя. В 1986 году за 110 млн долларов была куплена американская компания Ideal Basic Industries, эта покупка сделала Holderbank лидером на цементном рынке США с долей 14 %. В 1989 году был приобретен контрольный пакет акций во французском производителе цемента Ciments de Champagnole, что позволило получить несколько крупных контрактов: строительство Евротоннеля, расширение сети скоростных железных дорог TGV, строительство Диснейленда в Париже. В 1990 году все предприятия в США и Канаде были объединены в холдинг Holnam Inc. Также в 1990 году были куплены доли в трёх цементных заводах в Венгрии.
В 2001 году компания сменила название на Holcim (сокращение от Holderbank ciment). В 2005 году была куплена британская компания Aggregate Industries.
В апреле 2014 года Holcim и Lafarge договорились о слиянии, стоимость сделки оценивалась в 40 млрд долларов. Объединённая компания LafargeHolcim была создана 10 июля 2015 года. Её возглавил Эрик Ольсен, однако уже в 2017 году он подал в отставку после обвинений в том, что Lafarge платила налоги Исламскому государству с тем, чтобы продолжать использовать завод в Сирии. В 2019 году были проданы операции в Индонезии, в 2021 году — в Бразилии, в 2022 году — в Индии. В июле 2021 года название компании было упрощено до Holcim. В конце 2022 года акции Holcim были сняты с листинга на парижской бирже Euronext.

## Собственники и руководство
Компания имеет листинг на Швейцарской бирже. Крупными акционерами по состоянию на 2023 год были швейцарские миллиардеры Томас Шмидхайни (8,27 % акций) и Мартин Эбнер (3,13 % через компанию Patinex AG). Казначейские акции составляли 5,36 %.
- Ян Йениш (Jan Jenisch, род. в 1966 году) — председатель совета директоров с 2023 года, генеральный директор (CEO) с 2017 года, до этого возглавлял химическую компанию Sika.

## Деятельность
Выручка компании за 2022 год составила 29,2 млрд швейцарских франков, её распределение по регионам: Северная Америка — 35 %, Европа — 30 %, Азиатско-Тихоокеанский регион — 17 %, Латинская Америка — 10 %, Ближний Восток и Африка — 8 %. Крупнейшими рынками для компании были США (7,72 млрд), Канада (2,57 млрд), Франция (2,02 млрд), Великобритания (1,80 млрд), Мексика (1,35 млрд), Австралия (1,19 млрд), Германия (883 млн), Швейцария (787 млн).
Подразделения по состоянию на 2022 год:
- цемент — 51 % выручки;
- готовые строительные смеси — 19 %;
- строительные агрегаты (наполнители) — 11 % выручки;
- товары и услуги — 19 % выручки.

В списке крупнейших публичных компаний мира Forbes Global 2000 за 2023 год Holcim заняла 268-е место.